# Пасат
 Тази статия е за вида ветрове.  За модела леки автомобили вижте Фолксваген Пасат.  
Пасатите са постоянни и умерено силни ветрове, духащи през цялата година, особено над океаните.

## Описание
В екваториалния пояс поради силното слънчево греене съществува постоянно възходящо движение на въздуха, предизвикващо постоянно понижено налягане. Във височина въздухът постепенно се оттича по направление на полюсите. В действителност тези въздушни течения се отклоняват постепенно надясно в Северното и наляво в Южното полукълбо. Тези ветрове, наречени антипасати, към 30 – 35° северна и южна ширина стават вече западни. По този начин в средните слоеве на тропосферата към указаните географски ширини непрекъснато прииждат ве нови и нови екваториални въздушни маси. така се натрупва излишно количество въздух, който образува известните субтропични барометрични максимуми (антициклони). В приземните слоеве на тропосферата се пораждат обратни ветрове: от субтропичните максимуми (северен и южен) към екваториалния минимум (депресия). В този случай, пак поради отклоняващото влияние на земното въртене (силата на Кориолис), ветровете се отклоняват непрекъснато на запад. Вместо ветрове със северно и с южно направление към екватора духат североизточни и югоизточни ветрове, наречени пасати. Пасатите представляват постоянни и умерено силни ветрове. Те започват от вътрешната периферия на субтропичните максимуми и достигат до екваториалния пояс. Средната им скорост е около 5 – 6 m/s. Във височина пасатите се разпростират до 1000 – 2000 m, а понякога и до 3000 m.
По време на зимата в Северното полукълбо североизточният пасат преминава екватора и навлиза в Южното полукълбо, а през лятото югоизточният пасат навлиза в Северното полукълбо. Ивицата, в която замират пасатите, се нарича екваториален пояс на затишието. Този пояс се отличава с облачно време, голяма влага на въздуха и чести проливни дъждове. В резултат на различно нагряване на сушата и водата и съответния ход на атмосферно налягане пасатите се проявяват по-ясно над океаните.